# Shepherd Moons
Shepherd Moons là album phòng thu thứ ba của ca sĩ kiêm sáng tác nhạc người Ireland Enya, phát hành ngày 4 tháng 11 năm 1991 bởi WEA và Reprise Records. Sau thành công bất ngờ về mặt thương mại của album trước Watermark (1988), Enya đi đến nhiều quốc gia để quảng bá đĩa nhạc. Khi kết thúc, nữ ca sĩ bắt đầu sáng tác những bản nhạc mới cho album tiếp theo với những cộng sự lâu năm của cô như nhà sản xuất Nicky Ryan và vợ ông, nhà viết lời Roma Ryan. Shepherd Moons được thu âm tại Ireland và London và kết hợp phong cách âm nhạc new-age và nhạc Celtic, đồng thời tiếp tục theo đuổi phong cách xử lý qua nhiều lớp trong giọng hát của cô và sử dụng đàn phím. Nội dung ca từ của album được lấy cảm hứng từ những câu chuyện nhật ký cá nhân và từ ông bà của Enya, bên cạnh hai bản nhạc truyền thống "How Can I Keep from Singing?" và "I Dreamt I Dwelt in Marble Halls" được cô thể hiện lại.
Sau khi phát hành, Shepherd Moons nhận được những phản ứng tích cực từ các nhà phê bình âm nhạc, trong đó họ đánh giá cao chất giọng của Enya và chỉ ra nhiều sự tương đồng về mặt âm thanh với Watermark. Ngoài ra, album còn giúp cô chiến thắng giải Grammy đầu tiên trong sự nghiệp ở hạng mục Album new age xuất sắc nhất tại lễ trao giải thường niên lần thứ 35. Đĩa nhạc cũng gặt hái những thành công đáng kể về mặt thương mại khi đứng đầu bảng xếp hạng tại Vương quốc Anh và lọt vào top 10 ở nhiều quốc gia khác, bao gồm Úc, Canada, Hà Lan, New Zealand, Na Uy, Tây Ban Nha và Thụy Điển. Shepherd Moons đạt vị trí thứ 17 trên bảng xếp hạng Billboard 200, trở thành album đầu tiên của nữ ca sĩ vươn đến top 20 tại Hoa Kỳ và thống trị bảng xếp hạng Billboard New Age Albums trong 29 tuần. Album sau đó được chứng nhận năm đĩa Bạch kim bởi Hiệp hội Công nghiệp Ghi âm Hoa Kỳ (RIAA).
Bốn đĩa đơn đã được phát hành từ Shepherd Moons. "Caribbean Blue" được chọn làm đĩa đơn mở đường và vươn đến top 40 ở một số thị trường, cũng như đạt vị trí thứ 79 trên bảng xếp hạng Billboard Hot 100 tại Hoa Kỳ. Hai đĩa đơn tiếp theo "How Can I Keep from Singing?" và "Book of Days" cũng tiếp nhận những thành công tương đối tại Ireland và Vương quốc Anh. Ngoài ra, "Book of Days" sau đó còn xuất hiện trong bộ phim năm 1992 Far and Away với phần lời mới được viết bằng tiếng Anh, trong khi đĩa đơn còn lại "Marble Halls" chỉ được phát hành giới hạn. Để quảng bá album, nữ ca sĩ xuất hiện và trình diễn trên một số chương trình truyền hình và lễ trao giải lớn, bao gồm Top of the Pops và giải thưởng Âm nhạc Thế giới năm 1992. Tính đến nay, Shepherd Moons đã bán được hơn 13 triệu bản trên toàn cầu, và là một trong những album của nghệ sĩ nữ bán chạy nhất lịch sử.

## Danh sách bài hát
Tất cả những bài hát do Enya sáng tác, ngoại trừ bản nhạc truyền thống "How Can I Keep from Singing?" và "Marble Halls" do Enya và Nicky Ryan biên soạn. Tất cả lời bài hát được chắp bút bởi Roma Ryan.
| Shepherd Moons – Phiên bản tiêu chuẩn | Shepherd Moons – Phiên bản tiêu chuẩn | Shepherd Moons – Phiên bản tiêu chuẩn |
| STT                                   | Nhan đề                               | Thời lượng                            |
| ------------------------------------- | ------------------------------------- | ------------------------------------- |
| 1.                                    | "Shepherd Moons"                      | 3:44                                  |
| 2.                                    | "Caribbean Blue"                      | 3:59                                  |
| 3.                                    | "How Can I Keep from Singing?"        | 4:14                                  |
| 4.                                    | "Ebudæ"                               | 1:56                                  |
| 5.                                    | "Angeles"                             | 4:01                                  |
| 6.                                    | "No Holly for Miss Quinn"             | 2:43                                  |
| 7.                                    | "Book of Days"                        | 2:55                                  |
| 8.                                    | "Evacuee"                             | 3:50                                  |
| 9.                                    | "Lothlórien"                          | 2:07                                  |
| 10.                                   | "Marble Halls"                        | 3:54                                  |
| 11.                                   | "Afer Ventus"                         | 4:06                                  |
| 12.                                   | "Smaointe..."                         | 6:07                                  |
| Tổng thời lượng:                      | Tổng thời lượng:                      | 43:41                                 |

| Shepherd Moons – Phiên bản tái phát hành tại Nhật Bản năm 2009 (bản nhạc bổ sung) | Shepherd Moons – Phiên bản tái phát hành tại Nhật Bản năm 2009 (bản nhạc bổ sung) | Shepherd Moons – Phiên bản tái phát hành tại Nhật Bản năm 2009 (bản nhạc bổ sung) |
| STT                                                                               | Nhan đề                                                                           | Thời lượng                                                                        |
| --------------------------------------------------------------------------------- | --------------------------------------------------------------------------------- | --------------------------------------------------------------------------------- |
| 13.                                                                               | "Book of Days" (bản Gaelic)                                                       | 2:36                                                                              |
| 14.                                                                               | "As Baile"                                                                        | 4:06                                                                              |
| 15.                                                                               | "Oriel Window"                                                                    | 2:22                                                                              |

## Xếp hạng
| Bảng xếp hạng (1991–97)                  | Vị trí cao nhất |
| ---------------------------------------- | --------------- |
| Album Úc (ARIA)                          | 8               |
| Album Áo (Ö3 Austria)                    | 31              |
| Canada Top Albums/CDs (RPM)              | 7               |
| Album Hà Lan (Album Top 100)             | 7               |
| Album Phần Lan (Suomen virallinen lista) | 28              |
| Album Đức (Offizielle Top 100)           | 21              |
| Album Hungaria (MAHASZ)                  | 35              |
| Album Nhật Bản (Oricon)                  | 23              |
| Album New Zealand (RMNZ)                 | 3               |
| Album Na Uy (VG-lista)                   | 2               |
| Album Tây Ban Nha (PROMUSICAE)           | 3               |
| Album Thụy Điển (Sverigetopplistan)      | 5               |
| Album Thụy Sĩ (Schweizer Hitparade)      | 13              |
| Album Anh Quốc (OCC)                     | 1               |
| Album Hoa Kỳ Billboard 200               | 17              |
| Hoa Kỳ New Age Albums (Billboard)        | 1               |

| Bảng xếp hạng (1991)                      | Vị trí |
| ----------------------------------------- | ------ |
| Album Hà Lan (Album Top 100)              | 98     |
| Album Anh Quốc (OCC)                      | 20     |
| Bảng xếp hạng (1992)                      | Vị trí |
| Album Úc (ARIA)                           | 44     |
| Album Canada (RPM)                        | 29     |
| Album Hà Lan (Album Top 100)              | 42     |
| Album Châu Âu (Music & Media)             | 23     |
| Album Đức (Offizielle Top 100)            | 89     |
| Album New Zealand (RMNZ)                  | 18     |
| Album Tây Ban Nha (PROMUSICAE)            | 5      |
| Album Anh Quốc (OCC)                      | 41     |
| Hoa Kỳ Billboard 200                      | 28     |
| Hoa Kỳ New Age Albums (Billboard)         | 1      |
| Bảng xếp hạng (1993)                      | Vị trí |
| Hoa Kỳ Billboard 200                      | 75     |
| Hoa Kỳ New Age Albums (Billboard)         | 1      |
| Bảng xếp hạng (1994)                      | Vị trí |
| Album Anh Quốc (OCC)                      | 99     |
| Hoa Kỳ New Age Albums (Billboard)         | 2      |
| Bảng xếp hạng (1995)                      | Vị trí |
| Hoa Kỳ Billboard 200                      | 189    |
| Hoa Kỳ New Age Albums (Billboard)         | 2      |
| Bảng xếp hạng (1996)                      | Vị trí |
| Hoa Kỳ New Age Albums (Billboard)         | 4      |
| Bảng xếp hạng (1997)                      | Vị trí |
| Hoa Kỳ New Age Albums (Billboard)         | 9      |
| Hoa Kỳ New Age Catalog Albums (Billboard) | 2      |

## Chứng nhận
| Quốc gia                                                                           | Chứng nhận  | Số đơn vị/doanh số chứng nhận |
| ---------------------------------------------------------------------------------- | ----------- | ----------------------------- |
| Argentina (CAPIF)                                                                  | 2× Bạch kim | 120.000^                      |
| Úc (ARIA)                                                                          | 3× Bạch kim | 210.000^                      |
| Bỉ (BEA)                                                                           | 2× Bạch kim | 100.000*                      |
| Brasil (Pro-Música Brasil)                                                         | Bạch kim    | 250.000*                      |
| Canada (Music Canada)                                                              | 3× Bạch kim | 334,000                       |
| Pháp (SNEP)                                                                        | Vàng        | 100.000*                      |
| Đức (BVMI)                                                                         | Vàng        | 260,000                       |
| Ireland (IRMA)                                                                     | Bạch kim    | 15.000^                       |
| Nhật Bản (RIAJ)                                                                    | Vàng        | 199,000                       |
| Hàn Quốc (KMCA)                                                                    | —           | 207,000                       |
| Hà Lan (NVPI)                                                                      | 2× Bạch kim | 200.000^                      |
| New Zealand (RMNZ)                                                                 | Bạch kim    | 15.000^                       |
| Tây Ban Nha (PROMUSICAE)                                                           | 5× Bạch kim | 500.000^                      |
| Thụy Sĩ (IFPI)                                                                     | Vàng        | 25.000^                       |
| Đài Loan (RIT)                                                                     | —           | 156,000                       |
| Anh Quốc (BPI)                                                                     | 4× Bạch kim | 1.200.000^                    |
| Hoa Kỳ (RIAA)                                                                      | 5× Bạch kim | 5.000.000^                    |
| Tổng hợp                                                                           |             |                               |
| Toàn cầu                                                                           | —           | 13,000,000                    |
| * Chứng nhận dựa theo doanh số tiêu thụ. ^ Chứng nhận dựa theo doanh số nhập hàng. |             |                               |

## Lịch sử phát hành
| Khu vực  | Ngày              | Định dạng   | Hãng đĩa             |
| -------- | ----------------- | ----------- | -------------------- |
| Châu Âu  | 4 tháng 11, 1991  | CD cassette | WEA                  |
| Hoa Kỳ   | 19 tháng 11, 1991 | CD cassette | Reprise              |
| Nhật Bản | 4 tháng 3, 2009   | CD          | Warner Music Japan   |
| Toàn cầu | 2 tháng 12, 2016  | LP          | Warner Music Reprise |